# Leah Neale
Leah Neale (Ipswich, 1º agosto 1995) è una nuotatrice australiana.

## Carriera
Ha conquistato tre medaglie olimpiche tra il 2016 e il 2021, tutte in staffetta.

## Palmarès
- Giochi olimpici

Rio de Janeiro 2016: argento nella 4x200m sl.
Tokyo 2020: oro nella 4x100m sl, bronzo nella 4x200m sl.
- Mondiali

Budapest 2017: bronzo nella 4x200m sl.
Gwangju 2019: oro nella 4x200m sl.
Budapest 2022: oro nella 4x100m sl e nella 4x100m sl mista, argento nella 4x200m sl.
- Mondiali in vasca corta

Doha 2014: bronzo nella 4x200m sl.
Melbourne 2022: oro nella 4x100m sl e nella 4x200m sl.
Budapest 2024: argento nella 4x100m sl, bronzo nella 4x200m sl.
- Giochi del Commonwealth

Gold Coast 2018: oro nella 4x200m sl.